# Agnosticism
Agnosticismul este concepția filozofică potrivit căreia adevărul anumitor afirmații, mai ales afirmații teologice privind existența unui Dumnezeu sau a unor zei, este fie necunoscut, fie imposibil de aflat.
Termenul agnostic a fost creat de Thomas Henry Huxley în 1869 și este folosit și pentru descrierea celor neconvinși de existența zeităților sau altor aspecte religioase. Cuvântul agnostic provine din greacă, compus din particula a (fără) și gnosis (cunoaștere). Agnosticismul nu este doar contrar gnosticismului, ci tuturor dogmelor religioase, pe care le consideră nedemonstrabile și prin urmare lipsite de orice certitudine.
Agnosticii pot afirma fie că nu este posibil să existe cunoaștere spirituală, fie că ei, personal, nu dispun de o asemenea cunoaștere. În ambele cazuri este expus scepticism față de doctrinele religioase.
Atitudinea acelora care preferă să nu se pronunțe asupra problemelor care nu intră în câmpul datelor experienței.
Termenul a luat naștere în ambientul pozitivismului.
Deși nu neagă existența lui Dumnezeu, agnosticismul spune că Dumnezeu nu poate fi cunoscut, iar existența lui nu poate fi probată (demonstrată).
Susținut în forma lui cea mai rigidă de Thomas Henry Huxley (1825-1895) este și poziția împărtășită de toți aceia care nici mai înainte n-au recunoscut posibilitatea de a ști dacă Dumnezeu există sau nu.
De exemplu, pentru Immanuel Kant, Dumnezeu, sustras cunoașterii teoretice, rămâne un postulat al rațiunii practice; Friedrich Schleiermacher consideră religia fondată pe sentiment; Carl Gustav Jung îl vede pe Dumnezeu ca pe un produs al abisului inconștient al eului.
Conciliul Vatican I a opus agnosticismului învățătura că „plecând de la lucrurile create, Dumnezeu poate fi cunoscut cu certitudine prin lumina naturală a minții”. Această poziție pleacă de la convingerea că inteligența umană este legitim deschisă transcendenței și, prin urmare, este în măsură să-l întâlnească pe Dumnezeu în cercetarea adevărului.

## Tipuri de agnosticism
Agnosticismul poate fi împărțit în mai multe subcategorii, toate fiind categorisiri foarte recente. Printre variații se numără:
Agnosticismul ateistAgnosticii ateiști sunt atei datorită lipsei credinței în existența vreunei zeități și agnostici pentru că nu pretind cunoașterea că o zeitate nu există.
Agnosticismul teistPoziția celor ce nu susțin cunoașterea existenței vreunei zeități și totuși cred într-o astfel de existență.
Apateismul sau agnosticismul pragmaticPoziția conform căreia nu există dovezi pentru existența sau nonexistența vreunei zeități, dar din moment ce orice zeitate care ar putea exista pare nepreocupată de univers și bunăstarea locuitorilor săi, întrebarea este în mare parte academică.
IgnosticismulPoziția conform căreia o definiție coerentă a unei zeități trebuie afirmată înainte ca întrebarea cu privire la existența unei zeități să poată fi discutată în mod semnificativ. Dacă definiția aleasă nu este coerentă, ignosticul menține poziția noncognitivistă conform căreia  existența unei zeități este lipsită de sens ori netestabilă empiric. A.J. Ayer, Theodore Drange și alți filozofi văd atât ateismul, cât și agnosticismul, ca fiind incompatibile cu ignosticismul, pe motiv că ateismul și agnosticismul acceptă că „o zeitate există” este o afirmație ce are sens, pentru care sau împotriva căreia se poate argumenta.
Agnosticismul puternic (numit și „dur", „închis", „strict" sau „agnosticism permanent”)Poziția conform căreia problema existenței sau nonexistenței uneia sau mai multor zeități, precum și adevărata natură a realității, nu pot fi cunoscute datorită inablilității naturale a oamenilor de a verifica o experiență prin comparație cu altceva în afara unei alte experiențe subiective. Un agnostic puternic ar spune, „Nu pot ști dacă o zeitate există sau nu și nici ție nu îți stă în putință”.
Agnosticismul slab (numit si „moale”, „deschis”, „empiric” sau „agnosticism temporar”)Poziția conform căreia existența sau nonexistența vreunei zeități este momentan necunoscută, însă nu este neapărat imposibil de aflat; prin urmare, o astfel de persoană își va reține judecata până când vreo dovadă va deveni disponibilă. Un agnostic slab ar spune „Nu știu dacă vreo zeitate există sau nu, însă poate într-o bună zi, când vor exista dovezi, vom putea afla”.
Agnosticismul spiritualAgnosticii care urmează practici religioase și spirituale tradiționale în absența cunoașterii lui Dumnezeu, fiind în același timp ireligioși.

## Cărți
- Collected Essays, Thomas Huxley, ISBN 1-85506-922-9
- Man's Place In Nature, Thomas Huxley, ISBN 0-375-75847-X
- Why I Am Not a Christian, Bertrand Russell, ISBN 0-671-20323-1
- Dialogues Concerning Natural Religion, David Hume, ISBN 0-14-044536-6
- Language, Truth, and Logic, A.J. Ayer, ISBN 0-486-20010-8